# Store Andst
Store Andst – miasto w Danii, w regionie Dania Południowa, w gminie Vejen.